# 흉기흑점바리
흉기흑점바리(Epinephelus malabaricus, 일본어: ヤイトハタ)는 농어목 바리과에 속하는 어류이다. 말라바 그루퍼(영어: Malabar grouper)라고 불리기도 하며 바리과의 어종중에 대형종에 속하는 경골어류이다. 크기가 1m를 넘으며 제일 큰개체는 2m를 넘기도하고 체중은 25kg가 넘는 대형어류이다.

## 흉기흑점바리의 특징과 먹이
흉기흑점바리는 다른 바리과의 어류와는 다르게 등지느러미는 1개로 극조부가 연조부보다 훨씬 길며 극간막은 깊게 패여있다. 알록달록한 갈색의 얼룩 무늬를 가지고 있으며 식용도 가능한 어종이다. 이종은 눈이 등쪽으로 치우쳐저 위치하고 있으며 눈의 앞쪽에는 2쌍의 비공이 있는 것도 특징이다. 아래턱보다 위턱이 돌출된 흉기흑점바리는 양쪽에 매우 날카로운 송곳니의 이빨을 가지고 있다. 먹이로는 갑각류, 오징어같은 두족류와 작은 물고기를 포식하는 육식어종이고 산란기는 6월~8월경의 여름이며 산란을 하는 번식기엔 무리를 지기도 하고 수컷은 암컷을 차지하기 위해 다툼을 벌이기도 한다.

## 흉기흑점바리의 서식지
흉기흑점바리는 수심 150M내외의 표해수층에 암초가 많은 지역이나 산호초가 주를 이루는 곳에 서식하며 주로 일본 남부에서 호주 동북부에 이르는 태평양의 서부와 페르시아만, 인도양에 주로 서식한다. 바다에서도 최상위 포식자중에 한 개체이고 그외에 조건만 맞으면 다양한 장소에서 서식하기도 한다.